# Мидзуки, Кёко
Кёко Мидзу́ки (яп. 水木 杏子 Мидзуки Кёко) один из псевдонимов Кэ́йко Наги́ты (яп. 名木田 恵子 Нагита Кэйко, родилась 28 ноября 1949 года в Токио) — японская писательница. Самой известной её работой является сценарий к манге и аниме «Кэнди-Кэнди». Также автор оригинала для аниме «Shampoo Ouji». В 1977 году получила награду Kodansha Manga Award.

## Автор манги
- Greenhill Monogatari (яп. グリーンヒル物語 Гури:нхиру Моногатари)
- Etruria no Ken (яп. エトルリアの剣 Эторуриа но кэн)
- Miriam Blue no Mizuum (яп. ミリアムブルーの湖 Мириаму Буру: но Мидзууми)